# Benderloch
Benderloch (gälisch: Meudarloch) ist eine kleine Ortschaft im Norden der schottischen Council Area Argyll and Bute. Sie liegt am Ostufer von Ardmucknish Bay, einer Nebenbucht des Firth of Lorne, nahe der Einmündung von Loch Etive etwa neun Kilometer nordöstlich von Oban und 41 Kilometer südwestlich von Fort William.

## Verkehr
Die Ortschaft ist über die A828, welche die A82 bei Oban entlang der Westküste mit der A85 verbindet, an das Fernstraßennetz angeschlossen. Früher besaß Benderloch einen eigenen Bahnhof, der jedoch zwischenzeitlich aufgegeben wurde. Der nächstgelegene Bahnhof befindet sich vier Kilometer südlich in Connel. Dieser wird regelmäßig von Zügen auf der West Highland Line zwischen Crianlarich und Oban bedient. Drei Kilometer südlich von Benderloch liegt der Oban Airport, der täglich Flüge auf verschiedene Hebrideninsel anbietet.

## Sehenswürdigkeiten
In der Umgebung von Benderloch befinden sich drei Denkmäler aus der höchsten schottischen Denkmalkategorie A. Hierzu gehört das aus dem 17. Jahrhundert stammende Herrenhaus Lochnell House mit seinen ausgedehnten Ländereien. Auf diesen liegt mit dem Lochnell Observatory das zweite Kategorie-A-Bauwerk. Nördlich von Benderloch befinden sich die Barcaldine Stones und der Wohnturm Barcaldine Castle. Er stammt aus dem frühen 17. Jahrhundert und war einst Sitz des Lairds von Barcaldine.